# Rizal, Laguna

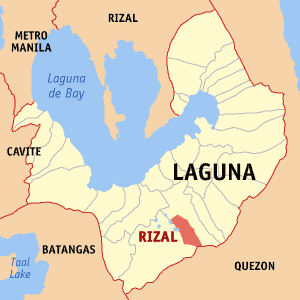
Bản đồ Laguna với vị trí của Rizal

Rizal là một đô thị hạng 5 ở tỉnh Laguna, Philippines. Đô thị này không giáp biển, có cự ly 15,53 dặm Anh so với tỉnh lỵ Santa Cruz, phía bắc giáp Calauan, phía đông giáp Nagcarlan, phía tây giáp Thành phố San Pablo, còn phía nam giáp Dolores, Quezon. Theo điều tra dân số năm 2000 của Philipin, đô thị này có dân số 13.006 người trong 2.770 hộ. Đô thị này được đặt tên theo José Rizal, anh hùng quốc gia của Philipin.

## Các đơn vị hành chính
Rizal được chia ra 11 barangay.
- Antipolo
- Entablado
- Laguan
- Paule 1
- Paule 2
- East Poblacion
- West Poblacion
- Pook
- Tala
- Talaga
- Tuy